# NGC 5306
NGC 5306 (другие обозначения — MCG -1-35-14, VV 135, HCG 67A, PGC 49039) — линзообразная галактика (S0) в созвездии Дева.
Этот объект входит в число перечисленных в оригинальной редакции «Нового общего каталога».